# Frank Debenham
Frank Debenham (Bowral, 26 dicembre 1883 – Cambridge, 23 novembre 1965) è stato un geologo, esploratore e geografo australiano.

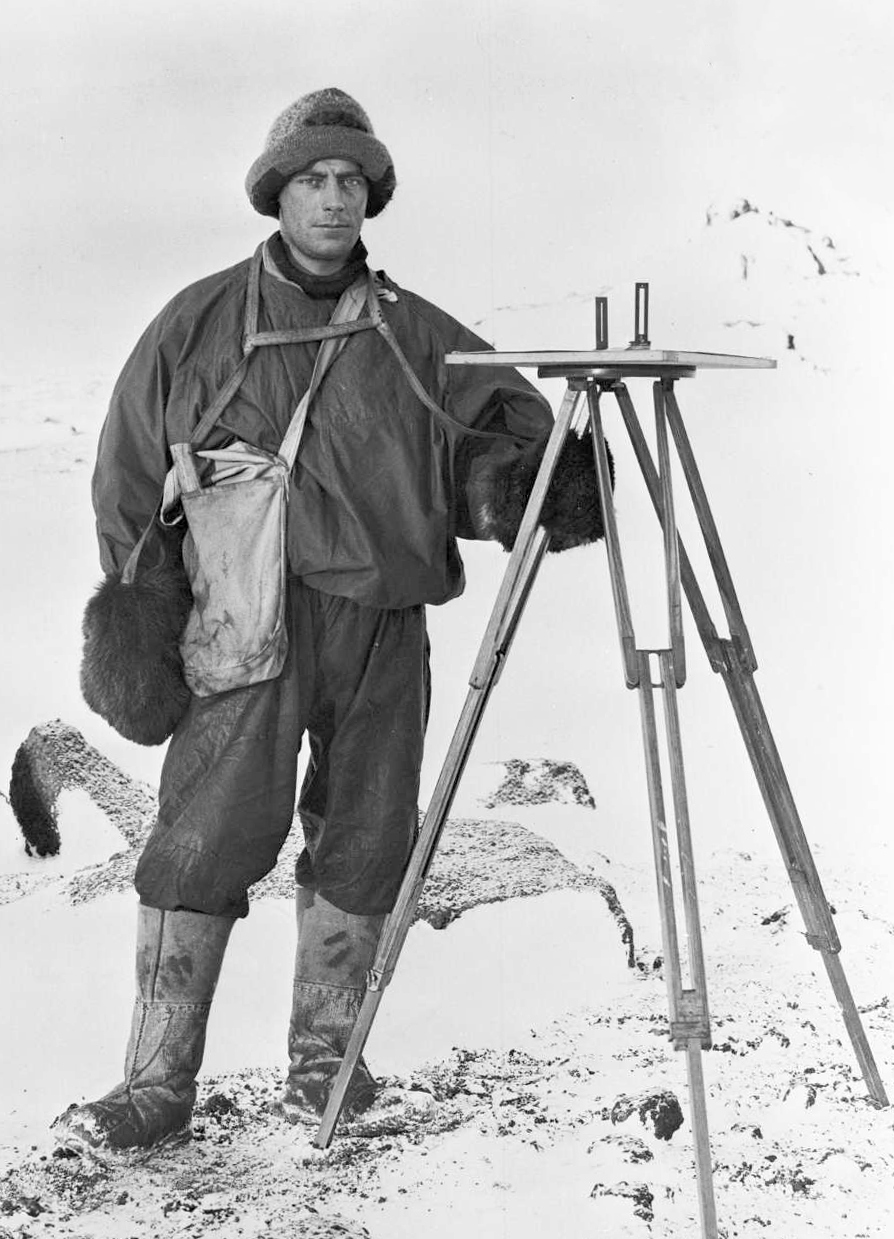
Frank Debenham

Laureatosi all'Università di Sydney, in qualità di geologo partecipa alla spedizione Terra Nova 1910-13 di Robert Falcon Scott in Antartide. Nel marzo 1911 insieme a Thomas Griffith Taylor, Charles Wright e Edgar Evans esplora la parte occidentale delle monti Transantartici nella terra della regina Victoria.
Al ritorno dalla spedizione prende parte alla prima guerra mondiale dove combatte nell'area di Salonicco. Nel 1920 diventa il primo direttore dello Scott Polar Research Institute e dal 1931 insegna geografia all'Università di Cambridge.
Prolifico autore, ha pubblicato tra gli altri:
- In the Antarctic: Stories of Scott's Last Expedition (1952)
- Antarctica - The story of a continent
- Discovery & Exploration
- "Kalahari Sand
- Nyasaland
- The way to Ilala
- Study of African Swamp
- Simple Surveying
- The use of Geography
- Map Making
- The World is Round
- Space - The Global Atlas